# Роуз Дагдейл
Бріджит Роуз Дагдейл (англ. Bridget Rose Dugdale; 25 березня 1941 — 18 березня 2024) — англійська дебютантка, яка повстала проти свого багатого виховання, ставши волонтером в Ірландській республіканській організації, Тимчасовій ірландській республіканській армії (ІРА). Як член ІРА брала участь у крадіжці картин на суму 8 мільйонів ірландських фунтів, скиданні бомб на станцію Королівської поліції Ольстера (RUC) з використанням захопленого гелікоптера та розробила пускову установку та вибухівку.

## Молодість й освіта
Народилася в заможній англійській родині 25 березня 1941 року. Її батько-мільйонер був андерайтером у лондонському Ллойдсі, який володів фермою Ярті у Мембері біля Аксмінстера в Девоні, площею 2,4 км². Сім'я також володіла будинком у Лондоні поблизу лікарні Челсі. Дагдейл здобула освіту в сусідній Школі для дівчат міс Айронсайд у Кенсінгтоні, на заході Лондона. Вона була популярною ученицею, а її однокурсниця Вірджинія Айронсайд сказала: «Усі обожнювали цю щедру, розумну та хвату доньку мільйонера, яка була втіленням життя і сміху». Після завершення початкової освіти Дагдейл відправили за кордон на навчання в пансіоні для дівчат. 1958 року її представили як дебютантку на початку світського сезону. Її дебютний бал відбувся 1959 року, і за словами Дагдейл це «одна з тих порнографічних справ, які коштують приблизно стільки ж, скільки отримують 60 пенсіонерів за шість місяців».
1959 року Дагдейл почала вивчати філософію, політику й економіку в Коледжі святої Анни Оксфордського університету. У період навчання вона почала те, що газети пізніше описуватимуть як «випад ліворуч»: вона та її однокурсниця Дженні Гроув увірвалися до Оксфордського союзу в перуках і в чоловічому одязі на знак протесту проти відмови Союзу приймати студенток у члени. Після закінчення навчання в Оксфорді вона поїхала на навчання до США у Коледж Маунт-Голіок у Саут-Гедлі, штат Массачусетс, де здобула ступінь магістра філософії, захистивши дисертацію про Людвіга Вітгенштайна. Вона також навчалася в Лондонському університеті, здобувши ступінь доктора філософії з економіки.

## Рання політична діяльність
На початку 1970-х років Дагдейл стала політично радикалізованою через студентські протести 1968 року, і її також надихнуло відвідування Куби. До 1972 року присвятила себе допомозі бідним, після того, як звільнилася з посади урядового економіста, продала свій будинок у Челсі та переїхала в квартиру в Тоттенемі зі своїм коханцем Волтером Гітоном, який описував себе як «революційний соціаліст». Колишній гвардієць і представник профспілки, одружений батько двох доньок і був ув'язнений за кілька дрібних злочинів: крадіжку зі зломом, перешкоджання поліції та шахрайське споживання електроенергії притягнув Гітона до військового суду. Дагдейл перевела в готівку свою сімейну частку, оцінену в 150 000 фунтів стерлінгів, і роздала гроші бідним людям у північному Лондоні. Дагдейл і Гітон брали участь у русі за громадянські права і разом керували Союзом позивачів у Тоттенемі. Їх цікавив рух за громадянські права в Північній Ірландії, і вони часто їздили туди, щоб взяти участь у демонстраціях.
У червні 1973 року подружжя заарештували після крадіжки зі зломом у будинку Дагдейлів у Девоні. Було вкрадено картини та столове срібло вартістю 82 000 фунтів стерлінгів, на думку поліції, виручені кошти Гітон відправив ІРА. Під час розгляду в Суді корони Ексетера Дагдейл стверджувала, що діяла за примусом і не визнала себе винною, а також використовувала провадження, щоб публічно засудити свою родину та походження. Її батько виступив як свідок звинувачення і був допитаний Дагдейл, яка сказала йому: «Я люблю тебе, але ненавиджу все, за що ти виступаєш». Пару визнали винною, Дагдейл звернулася до присяжних зі словами: «Визнавши мене винною, ви перетворили мене з інтелектуального непокірного на борця за свободу. Не знаю кращого титулу». Гітон отримав шість років ув'язнення, а Дагдейл — два роки умовного терміну, оскільки суддя вважав вчинення нею будь-яких кримінальних дій у майбутньому «надзвичайно малоймовірним».

## Діяльність ІРА
У наступні місяці після суду Дагдейл поїхала до Ірландії та приєдналася до підрозділу ІРА, який діяв на кордоні між Північною Ірландією та Республікою Ірландія. У січні 1974 року Дагдейл й інші члени ІРА, зокрема Едді Галлахер, викрали гелікоптер у графстві Донегал в Ірландії. Дагдейл і Галлахер використовували його для скидання бомб у Страбані в Північній Ірландії. Це стало першим бомбардуванням з гелікоптера в історії Британських островів. Немолода Дагдейл на питання про найкращий день у її житті, відповіла, що це був день нападу на Страбан. Бомби не вибухнули, і Дагдейл оголосили в розшук. 23 лютого 1974 року магістратський суд Манчестера видав ордер на її арешт за звинуваченням у змові з метою контрабанди зброї.

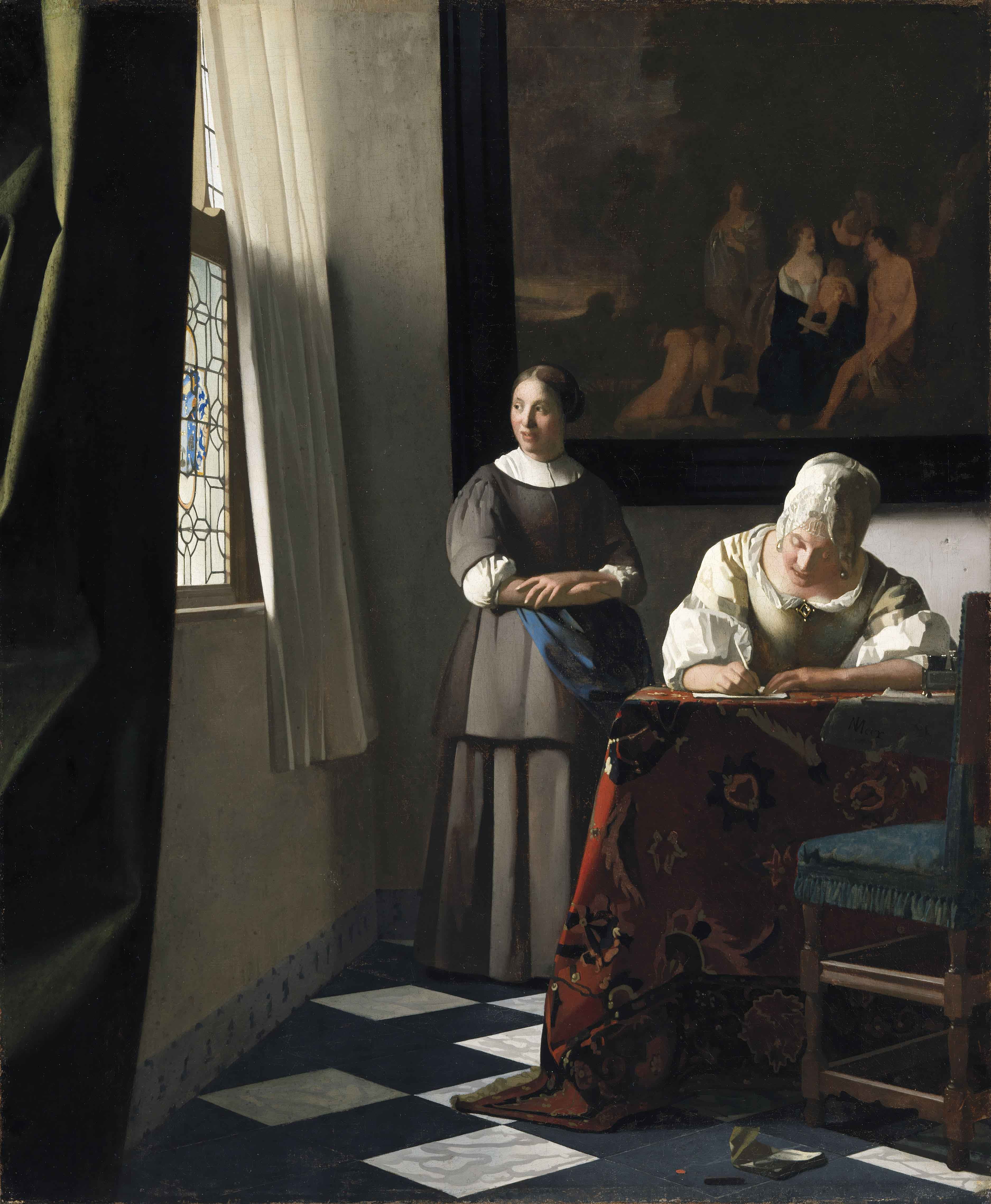
Картина Вермера «Жінка пише листа зі своєю служницею», викрадена під час рейду 1974 року

26 квітня 1974 року Дагдейл взяла участь у рейді на будинок Рассборо в графстві Віклов, який належав Альфреду Бейту, 2-му баронету. Дагдейл і троє інших членів ІРА силою увірвалися в будинок і вдарили Бейта та його дружину руків'ям пістолета, потім зв'язали та заткнути їм рот.
Тоді члени ІРА викрали дев'ятнадцять картин старих майстрів вартістю 8 мільйонів ірландських фунтів, зокрема праці Гейнсборо, Рубенса, Вермера та Гої. Картина Вермера «Жінка пише листа зі своєю служницею» — одна з двох доробків художника з приватної колекції, друга знаходиться у Букінгемському палаці. Члени ІРА надіслали записку про викуп, пропонуючи обмін викрадених картин на 500 000 ірландських фунтів стерлінгів і звільнення, засуджених за вибухи ІРА, сестер Долорс і Мар'яну Прайсів, які оголосили голодний протест у в'язниці Брікстона, сподіваючись на репатріацію до Ірландії. Поліція розпочала загальнонаціональне полювання на картини, і 4 травня вони провели рейд в орендованому Дагдейл будинку в Гландорі, графство Корк, де виявили всі дев'ятнадцять картин у багажнику автомобіля. Дагдейл заарештували відповідно до розділу 30 Закону про злочини проти держави, а наступного дня їй висунули звинувачення у нападі із застосуванням гелікоптера та крадіжці предметів мистецтва.
Як і на попередньому судовому процесі 1973 року, Дагдейл використовувала зал суду як політичну платформу, вигукуючи: «Британці мають окупаційну армію в невеликій частині Ірландії — але ненадовго!» під час судового розгляду в Дубліні. Батько Дагдейл опублікував заяву: «Я не хочу здаватися жорстким, але я зробив для неї все, що міг. Вона чудово знає, що могла б звернутися до мене, якби захотіла». Дагдейл засудила Велику Британію як «брудного ворога» та заявила, що уряд Дубліна винен у «зрадницькій співпраці» з Англією. 25 червня 1974 року її засуджено до дев'яти років ув'язнення після того, як вона «гордо і непідкупно визнала себе винною», і вона вітала прихильників рот фронтом.

## Ув'язнення
Коли Дагдейл відправили за ґрати, вона була вагітною від Едді Галлахера. 12 грудня 1974 року вона народила сина Руайрі у в'язниці Лімерику. 3 жовтня 1975 року Галлахер і Меріон Койл викрали промисловця Тіде Геррему біля його будинку в Каслтрої, передмісті Лімерику. Їх відстежили до будинку в Монастеревіні, графство Кілдер, і почалася двотижнева облога. Койл і Галлахер вимагали звільнення Дагдейл та двох інших членів ІРА, але влада відмовилася піти на будь-які поступки.
Облога закінчилася 7 листопада, коли звільнили Геррему, а Галлахера та Койл заарештували. Їх засудили до двадцяти і п'ятнадцяти років ув'язнення відповідно. 1978 року Галлагер і Дагдейл отримали спеціальний дозвіл на шлюб. Весілля відбулося 24 січня 1978 року у в'язниці Лімерику і стало першим весіллям між засудженими в'язнями в історії Республіки Ірландія. Дагдейл вийшла з в'язниці у жовтні 1980 року.

## Подальше життя
Після звільнення Дагдейл брала активну участь у кампанії на підтримку протестувальників ірландських республіканських в'язнів під час голодування 1981 року. Вона була активісткою політичної партії Шинн Фейн.
Після звільнення Дагдейл була експерткою з виготовлення бомб ІРА. З середини 1980-х до початку 2000-х років разом з Джимом Монаганом розробляли саморобні бомби та зброю. Одну з яких назвали «бісквітною пусковою установкою», яку кілька разів використовувала ІРА: складаючись з легкодоступних деталей, вона стріляла бронебійними ракетами, начиненими семтексом, розміщених у пакетах з-під печива для зменшення віддачі. Дагдейл і Монаган також розробили нову вибухівку, яку успішно використали під час нападу на казарми британської армії в Гленанне у травні 1991 року, а також у бомбі, яка знищила будівлю Балтійської біржі в Лондонському Сіті у 1992 році.
2007 року виступила на підтримку кампанії Shell to Sea проти запропонованого Shell будівництва трубопроводу сирого газу високого тиску через Росс-Порт, заявивши, що контракт Shell є недійсним і потребує «переговорів щодо нього від імені народу Ірландії». Вона також була директором Dublin Community Television.
2011 року стала почесною лавреаткою на щорічному заході Дублінських волонтерів, на якому вшановують людей за внесок в ірландський республіканізм. В інтерв'ю республіканській газеті «An Phoblacht» перед заходом Дагдейл сказала, що вважає, що «революційна армія, якою була ІРА, досягла своєї головної мети, яка полягала в тому, щоб змусити вашого ворога вести з вами переговори. Вони зробили це з дивовижною майстерністю та здібностями, і я не можу не поважати те, що було зроблено в рамках Белфастської угоди». Про свою участь в ІРА вона додала: «Я зробила те, що хотіла. Я пишаюся тим, що була частиною Республіканського руху, і сподіваюся, що зіграла свою незначну роль в успіху збройної боротьби».
До своєї смерті Дагдейл жила в будинку для престарілих у Дубліні, яким керувала організація «Бідні слуги Матері Божої», більшість мешканців якої — черниці на пенсії. Там вона померла 18 березня 2024 року у віці 82 років.

## У масовій культурі
2012 року TG4 зняла про неї документальний фільм «Mná an IRA» (Жінки ІРА).
2022 року вийшла друком біографія Дагдей Шона О'Дріскола «Heiress, Rebel, Vigilante, Bomber: The Extraordinary Life of Rose Dugdale» (Спадкоємиця, бунтарка, пильна, бомбардувальниця: надзвичайне життя Роуз Дагдейл). 2024 року вийшов фільм «Балтімор», головним чином про роль Дагдейл в мистецькому рейді на будинок Рассборо 1974 року, Дагдейл втілила Імоджен Путс.